# 渡辺元佳
WA!moto. motoka watanabe（渡辺 元佳、1981年7月20日 - ）は、日本の彫刻家。北海道伊達市出身・東京都在住。

## 経歴
北海道伊達市出身。北海道伊達緑丘高等学校を経て、武蔵野美術大学造形学部彫刻学科卒業。「社会の中での、人とモノとのコミュニケーション」をテーマに、パブリックアート作品を発表している。

## 主な作品

### パブリックアート
- 2007年 ぽたん -東急電鉄東急多摩川線 下丸子駅ホーム（東京都大田区下丸子)
- 2009年 ぽたん公園 -大田区武蔵新田 矢口南児童公園　（東京都大田区矢口）
- 2015年 POTAN SHEEP -パークシティ大崎 （東京都品川区大崎）
- 2016年 猿結参道 -えん むすぶ さんどう - Happy Monkey Avenue （東京都中央区銀座4丁目）
- 2019年 伊達150年記念作品 Paddle, Nine Incentives, Caterpillar  -だて歴史文化ミュージアム （北海道伊達市）
- 2020年 YOUwe. -MIYASHITA PARK （東京都渋谷区神宮前）
- 2021年 PWM. -KOKUYO THE CAMPUS （東京都港区港南）
- 2021年 Find Our Happiness. -Zhongshan Huafa Mall（中国・中山市）
- 2022年 HCHP. -南城美術館（沖縄県南城市）
- 2023年 IYMMTRSTN. -名古屋鉄道犬山線 犬山遊園駅ホーム（愛知県犬山市）
- 2023年 Nine Incentives H. -史跡北黄金貝塚公園（北海道伊達市）

他

### 展示
- 2003-10年 サッポロ未来展(時計台ギャラリー , 札幌)
- 2005年 A ランチ(AXIS GALLERY ANNEX, 東京)
- 2007年 多摩川アートライン(東急多摩川線 下丸子駅 , 東京)
- 2007-10年 NEXT DOOR(T&G ARTS, 東京)
- 2008年 多摩川アートライン(東急多摩川線 武蔵新田 , 東京)
- 2010年 Iwaki Art トリエンナーレ(アリオス , 福島)
- 2011年 Nomadic Circus Troupe(北海道立近代美術館 , 札幌)
- 2013年 Ezotic ART(東京都美術館)
- 2014年
  - THE MIRROR - Hold the Mirror up to nature -(銀座名古屋商工会館 , 東京)
  - 都市のユーモア「ショウジョウタチノコカゲ」(新宿野村ビル屋外庭園 , 東京)
  - Paradise ?(FABulous , 東京)
  - わたなべもとかのアニマルパラダイス(学習院女子大学 , 東京)
  - 六本木アートナイト・ストリートミュージアム(東京ミッドタウン , 東京)
- 2016年
  - “WWWAVES”(オリエンタルデザインギャラリー , 広島)
  - “WWWAVES”(T-BOX , 東京)
- 2017年
  - 渡辺元佳展「“CIRCUS is coming！”－彫刻サーカスがやってくる－」(だて歴史の杜カルチャーセンター,北海道伊達市)
- 2018年
  - La Folle Journée TOKYO 2018 Art Piano in Marunouchi（新東京ビルエントランス,東京）

他

### イベントなど
- 2004年
  - 東京経営者協会ビル正月ディスプレイ(丸の内 , 東京)
  - たけしの誰でもピカソ 出演(テレビ東京)
  - RECYCLE art with NIKE(ナイキショップ横浜 , 神奈川)
- 2007年 UNIQLO X’mas event(六本木 , 東京)
- 2016年 ワークショップ「だまし絵マントをつくろう」(札幌芸術の森美術館 , 札幌)

他

## 主な受賞歴
- 2004年	第7回エネルギー賞展「最優秀賞」(東京電力 TEPCO 銀座館 , 東京)
- 2006年	GEISAI #10「スカウト賞」(電通 ,smart, ステディスタディ ,BUILDING)
- 2013年	Tokyo Midtown Award 2013「優秀賞」(東京ミッドタウン)